# Muhyi al-Dīn al-Maghribī
Muḥyī al‐Milla wa al‐Dīn Yaḥyā Abū ʿAbdallāh Ibn Muḥammad ibn Abī Al‐Shukr Al‐Maghribī Al‐Andalusī, ou plus simplement Muḥyi al-Dīn al-Maghribī (en arabe: محيي الدين المغربي) était un astronome, astrologue et mathématicien musulman du XIIIe siècle qui travailla notamment à Damas, en Syrie et probablement à l'observatoire de Maragha,  dans l'Ilkhanat de Perse, où il travailla pour Nasir ad-Din at-Tusi.

## Travaux

### Astronomie
Ses travaux connus sur l'astronomie comprennent:
- Tasṭīḥ al‐asṭurlāb: une description de la construction et de l'utilisation de l'astrolabe.
- Maqāla fī istikhrāj taʿdīl al‐nahār wa saʿat al‐mashriq wa‐ʾl‐dāʾir min al‐falak bi‐ṭarīq al‐handasa: une description des méthodes géométriques utilisées pour déterminer la ligne méridienne, l'amplitude croissante et la révolution de la sphère.
- Risālat al‐Khaṭā wa‐ʾl‐īghūr: un travail chronologique sur les calendriers chinois et ouïghour, qui a ensuite été traduit de l'arabe et du persan en chinois.
- Ses trois zij:
  - Tāj al‐azyāj wa‐ghunyat al‐muḥtāj (La couronne des manuels astronomiques), également connu sous le nom d'Al-muṣaḥḥaḥ bi‐adwār al‐anwār maʿa al‐raṣad wa‐ʾl‐iʿtibār.
  - Adwār al‐anwār madā al‐duhūr wa‐ʾl‐akwār: contient les résultats des observations astronomiques qu'il a effectuées à Marāgha.
  - ʿUmdat al‐ḥāsib wa‐ghunyat al‐ṭālib
- Ses trois commentaires sur l' Almageste de Ptolémée :
  - Talkhīṣ al‐Majisṭī (Compendium de l'Almageste): basé sur ses observations effectuées entre 1264 et 1275 CE.
  - Khulāṣat al ‐ Majisṭī (Résumé de l'Almageste)
  - Muqaddimāt tataʿallaq bi‐ḥarakāt al‐kawākib (Prolégomènes sur le mouvement des étoiles): contient cinq prémisses géométriques sur les mouvements planétaires dans l'Almageste.
  - En astronomie, Ibn Abi al-Shukr a réalisé un projet à grande échelle d'observations planétaires systématiques, qui a conduit au développement de plusieurs nouveaux paramètres astronomiques.

### Mathématiques
Muhyi Al-Din est principalement connu pour ses travaux en trigonométrie dont notamment ses traités: Livre sur le théorème de Ménélaüs et Traité sur le calcul des sinus. Il est également connu pour ses commentaires des mathématiciens grecs classiques, en particulier, ses commentaires du dernier livre des Éléments d'Euclide sur les polyèdres réguliers,,.
Ses écrits sur la trigonométrie contiendraient énormément "d'éléments originaux".